# Zorica Đurković
Zorica Đurković (nacida el 14 de septiembre de 1957 en Dubrovnik, Yugoslavia) es una exjugadora de baloncesto croata. Consiguió 3 medallas en competiciones oficiales con Yugoslavia.